# ChAdOx1
ChAdOx1 es una vacuna de vector adenoviral desarrollada por el Instituto Jenner de la Universidad de Oxford. El vector es un adenovirus de chimpancé modificado para evitar su replicación
Los adenovirus son vectores eficaces para inducir y potenciar la inmunidad celular frente a los antígenos recombinantes codificados. Sin embargo, la amplia seroprevalencia de anticuerpos neutralizantes contra los serotipos comunes de adenovirus humanos limita su uso. Los adenovirus de los simios no sufren los mismos inconvenientes. Por ello, los investigadores han probado nuevas vacunas utilizando el adenovirus de chimpancé ChAdOx1 como vector. Por ejemplo, se diseñó una vacuna contra la infección de la gripe utilizando el vector que expresa los antígenos de la gripe, la nucleoproteína (NP) y la proteína de la matriz 1 (M1), creando una vacuna candidata denominada ChAdOx1 NP+M1

## Virología
ChAdOx1 se ha derivado de un adenovirus simio (ChAd) del serotipo Y25 diseñado mediante recombinación λ para intercambiar los genes nativos E4 orf4, orf6 y orf6/7 por los del adenovirus humano HAdV-C5.

## Pruebas clínicas
Se ha demostrado que el vector adenovírico ChAdOx1 puede utilizarse para fabricar vacunas protectoras contra el Síndrome Respiratorio de Oriente Medio (MERS) en ratones y capaces de inducir una respuesta inmunitaria contra el MERS en humanos.
El vector también se utilizó para crear una vacuna contra el Nipah que fue eficaz en hámsteres (pero nunca se probó en humanos), además de una posible vacuna contra la fiebre del Valle del Rift que fue protectora en ovejas, cabras y bovinos (pero no se ha probado en humanos).
El adenovirus que expresa el antígeno 85A (ChAdOx1 85A), se utiliza como vector para un candidato a vacuna contra la tuberculosis
En 2017, el vector ChAdOx1 se utilizó en un ensayo para una vacuna candidata contra la infección de la malaria humana. Los investigadores estudiaron dos vacunas candidatas ChAdOx1 LS2 junto con MVA LS2. La primera, que codifica un antígeno dual de la etapa hepática de la malaria LS2 (LSA1 y LSAP2) fusionado con el dominio transmembrana de la cadena invariante del tiburón. Y el segundo, un vector de Vaccinia Ankara modificado (MVA) que codifica el LS2 fusionado con el extremo C-terminal de la secuencia líder del tPA. El ensayo alcanzó la fase I/IIa.
También hay líneas de investigación que utilizan el vector para vacunas contra el virus del Zika (ChAdOx1 ZIKV) y el virus del chikunguña (ChAdOx1 sCHIKV).
El vector ChAdOx1 se ha utilizado como plataforma para una vacuna contra la enfermedad por coronavirus desde el comienzo de la pandemia de COVID-19. Sarah Gilbert dirige el trabajo sobre este candidato a vacuna junto con Andrew Pollard, Teresa Lambe, Sandy Douglas, Catherine Green y Adrian V.S. Hill. La vacuna contra el COVID-19, conocida ahora como ChAdOx1 nCoV-19 o AZD1222, hace uso de este vector, que estimula una respuesta inmunitaria contra la proteína de la espiga (espícula viral) del coronavirus.  Los estudios en animales comenzaron en marzo de 2020, y el 27 de marzo se inició el reclutamiento de 510 participantes humanos para un ensayo de fase I/II, cuyos resultados se presentaron en octubre..  El 30 de diciembre de 2020 se aprobó el uso de la vacuna en el programa de vacunación del Reino Unido.